# 鈴鹿且久
鈴鹿 且久（すずか かつひさ、1949年7月27日 - ）は、日本の実業家。株式会社聖護院八ツ橋総本店代表取締役社長。

## 人物・経歴
京都府出身。1972年京都産業大学経営学部卒業。1972年4月 聖護院八ツ橋総本店入社。「八ツ橋」で知られる老舗菓子メーカー「聖護院八ツ橋総本店」社長。専務取締役である娘の鈴鹿可奈子によると、鈴鹿家は、大嘗祭の中心儀式「大嘗宮の儀」で、神々に供える米を育てる地方を決める「斎田点定の儀」において、カメの甲羅を使った古来の占い「亀卜」をする神官の家で、鈴鹿連胤の子孫。

## テレビ出演
- 日経スペシャル カンブリア宮殿 京都の老舗SP 「守って攻める！」320年伝統菓子の極意（2018年2月15日、テレビ東京）[1]